# Amélie Blumenthal Haz
Amélie Marianne Blumenthal Haz, född 1 februari 2008, är en tysk konstsimmare.

## Karriär
Vid europeiska spelen 2023 i Oświęcim var Blumenthal Haz en del av Tysklands lag som tog silver i fri kombination. Vid EM 2024 i Belgrad var hon en del av Tysklands lag som tog guld i det akrobatiska lagprogrammet.
Vid konstsim-EM 2025 i Funchal tog Blumenthal Haz brons i det fria parprogrammet tillsammans med Klara Bleyer.